# Boca Abrhámová
Božena „Boca“ Abrhámová (* 10. srpna 1934 Praha) je česká překladatelka, redaktorka, filmová historička, pedagožka, filmová novinářka a publicistka, asistentka režie a příležitostná herečka. Je sestrou herce Josefa Abrháma.

## Život
Narodila se v Bratislavě, kde později vystudovala žurnalistiku na Filozofické fakultě Bratislavské univerzity. Po studiích filmové vědy na FAMU pod vedením A. M. Brousila a práci asistentky režie na Barrandově získala povolení k výjezdu na stáž v USA (Kolumbijská univerzita), kde strávila pracovně několik let. Po návratu do Československa začala pracovat pro Československý filmový ústav (dnes Národní filmový archiv). Je autorkou řady popularizačních článků a publikací o filmu. Účinkovala také jako herečka menších rolí, zejména ve filmech režiséra Vladimíra Drhy. Ve filmech se objevovala zejména jako představitelka učitelek a úřednic, např. ve filmu Nejistá sezóna.

## Dílo
Boca Abrhámová je autorkou řady studií, encyklopedických hesel a článků z oblasti kinematografie a filmového umění. Vedle publicistické činnosti se věnovala také pedagogické práci, v 60. letech připravila kurzy filmové historie pro učitele, které se snažila společně s dalšími historiky filmu (Jan Bernard, Ivan Klimeš, Michal Bregant) pod hlavičkou Československého filmového ústavu prosazovat na Pedagogických fakultách. Je autorkou knihy pro děti Zelená psům nesluší (2010).

### Knihy
- ABRHÁMOVÁ, Boca. Laurence Olivier. 1. vyd. Praha: Československý filmový ústav, 1984. 40 s. (Malé filmové profily sv. 20).
- ABRHÁMOVÁ, Boca. Kopec plný kouzel. 1. vyd. Praha: Československý filmový ústav, 1988. 125 s. (Filmový klub dětí sv. 2).
- ABRHÁMOVÁ, Boca. Zelená psům nesluší. Praha: Karmášek, 2011. (kniha pro děti)

### Filmy
- 1960: Žalobníci - asistentka režie
- 1961: Pohádka o staré tramvaji - asistentka režie
- 1962: Tam za lesem - asistentka režie
- 1963: Kdyby ty muziky nebyly - asistentka režie
- 1964: Křik (režie: Jaromil Jireš) - asistentka režie
- 1964: Čintamani a podvodník - asistentka režie
- 1964: Každý den odvahu - asistentka režie
- 1964: Zpívali jsme Arizonu - asistentka režie
- 1965: Škola hříšníků - asistentka režie
- 1966: Poslední růže od Casanovy - asistentka režie
- 1981: Dneska přišel nový kluk - herečka (postava účetní a odborářky Olgy Kovárnové)
- 1985: Do zubů a do srdíčka - herečka (ruštinářka Zinajda Kulhánková)
- 1986: Antonyho šance - herečka (ředitelka mateřské školky)
- 1987: Nejistá sezóna - herečka (členka komise Karásková)

## Ocenění
- V roce 2023 získala od Asociace pro filmovou a audiovizuální výchovu cenu Borise Jachnina za dlouhodobý přínos oboru.[3]